# Rällsälven och Bredsjöbäckens naturreservat
Rällsälven och Bredsjöbäckens naturreservat är ett naturreservat i Ljusnarsbergs kommun i Örebro län.
Området är naturskyddat sedan 2022 och är 73 hektar stort. Reservatet ligger söder om Kopparberg och består av två vattendrag med omgivande skogar och våtmarker. Skogen består av barrskog med inslag av lövträd som asp och i söder finns lövträdsdominerad sumpskog,